# Escrime aux Jeux africains de 2007
Navigation
Édition suivante
Cette page présente les résultats des compétitions d'escrime aux Jeux africains de 2007 entre le 12 juillet 2007 et le 17 juillet 2007.
Ces jeux ont consacré le triomphe de la Tunisie qui a remporté 7 des 12 titres mis en jeu. Ils ont aussi confirmé la mainmise de l’Afrique du Nord sur l’escrime du continent. Cette année il y avait 10 nations représentées dans la compétition.

## La compétition
Les rencontres d'escrime ont lieu au Centre Sportif Féminin d’Alger, 
Il y a six épreuves pour les hommes et six pour les femmes réparties comme suit :
Pour les femmes :
- Épée individuel
- Épée par équipes
- Fleuret individuel
- Fleuret par équipes
- Sabre individuel
- Sabre par équipes

Pour les hommes : 
- Épée individuel
- Épée par équipes
- Fleuret individuel
- Fleuret par équipes
- Sabre individuel
- Sabre par équipes

## Règles
- La victoire des rencontres individuelles est décernée au premier des concurrents ayant obtenu 15 points (touches), ou à celui en ayant le plus à la fin du temps réglementaire de l'assaut.

- Dans les rencontres par équipe, chacun des escrimeurs d'une équipe rencontre tour à tour tous les escrimeurs de l'équipe adverse, soit 9 reprises de 3 minutes chacune avec un maximum de 10 touches par escrimeur. La victoire est décernée à la première équipe à 45 ou à celle ayant le plus haut score à la fin du temps réglementaire.

## Tableau des médailles pour l'escrime
| Rang | Nation         | Or | Argent | Bronze | Total |
| ---- | -------------- | -- | ------ | ------ | ----- |
| 1    | Tunisie        | 9  | 4      | 3      | 14    |
| 2    | Égypte         | 3  | 6      | 7      | 16    |
| 3    | Sénégal        | 0  | 2      | 1      | 4     |
| 4    | Afrique du Sud | 0  | 0      | 3      | 3     |
| 5    | Algérie        | 0  | 0      | 2      | 2     |

## Fleuret
| Épreuve                    | Or                                                         | Argent                                                                       | Bronze                                                                |
| -------------------------- | ---------------------------------------------------------- | ---------------------------------------------------------------------------- | --------------------------------------------------------------------- |
| Fleuret individuel femmes  | Inès Boubakri                                              | Sarra Besbes                                                                 | Eman El Gammal Shaimaa El Gammal                                      |
| Fleuret individuel hommes  | Mohamed Samandi                                            | Mostafa Nagaty                                                               | Mohamed Ayoub Ferjani Alaa El Din El Sayed                            |
| Fleuret par équipes femmes | Tunisie Sarra Besbes Inès Boubakri Mariem Fazzani          | Égypte Shaimaa El Gammal Eman El Gammal Eman Shaaban Salma Swaif             | Algérie Hadia Bentaleb Nadjoua Boubekeur Zahra Gamir Assia Khadache   |
| Fleuret par équipes hommes | Tunisie Mohamed Ayoub Ferjani Karim Kamoun Mohamed Samandi | Égypte Alaaeldin Abouelkassem Tarek Ayad Mostafa Nagaty Tamer Mohamed Tahoun | Afrique du Sud Jarryd New Dario Torrente Jacques Viljoen Michael Wood |

## Épée
| Épreuve                  | Or                                                            | Argent                                                                 | Bronze                                                                     |
| ------------------------ | ------------------------------------------------------------- | ---------------------------------------------------------------------- | -------------------------------------------------------------------------- |
| Épée individuelle femmes | Aya El Sayed                                                  | Imène Ben Chaabane                                                     | Rachel Barlow Sarra Besbes                                                 |
| Épée individuelle hommes | Zeyad El Ashery                                               | Ahmed Nabil                                                            | Mohamed Ayoub Ferjani Jarrid New                                           |
| Épée par équipes femmes  | Tunisie Imène Ben Chaabane Sarra Besbes Hajer Hayouni         | Égypte Aya El Sayed Mona Hassanein Eman Hossam                         | Afrique du Sud Rachael Barlow Adele Du Plooy Huang Shih-ya Natalia Tychler |
| Épée par équipes hommes  | Tunisie Mohamed Ben Aziza Maher Chourou Mohamed Ayoub Ferjani | Afrique du Sud Jarryd New Robert Swanepoel Dario Torrente Michael Wood | Algérie Farid Bennour Samir Hamoudi Noureddine Khelifa Abdelhafid Ouanis   |

## Sabre
| Épreuve                  | Or                                                                     | Argent                                                                  | Bronze                                               |
| ------------------------ | ---------------------------------------------------------------------- | ----------------------------------------------------------------------- | ---------------------------------------------------- |
| Sabre individuel femmes  | Hela Besbes                                                            | Azza Besbes                                                             | Nafi Touré Sara Yahia                                |
| Sabre individuel hommes  | Mohamed Rebaï                                                          | Mamadou Keïta                                                           | Mahmoud Samir Shadi Talaat                           |
| Sabre par équipes femmes | Tunisie Amira Ben Chaabane Hela Besbes Azza Besbes Chaima Fathalli     | Sénégal Adja Yacine Sarr Anna Ngoulou Seck Nafi Touré                   | Égypte Mena Allah El Saaid Maryam El Sawy Sara Yahia |
| Sabre par équipes hommes | Égypte Mahmoud Elbakry Tamim Ghazy Hassan Shehata Mahmoud Shady Talaat | Tunisie Iheb Ben Chaabene Mohamed Rebaï Souhaieb Sakrani Hichem Samandi | Sénégal Mamadou Keïta Ibrahima Keïta Abdoulaye Thiam |